# Broncode-editor

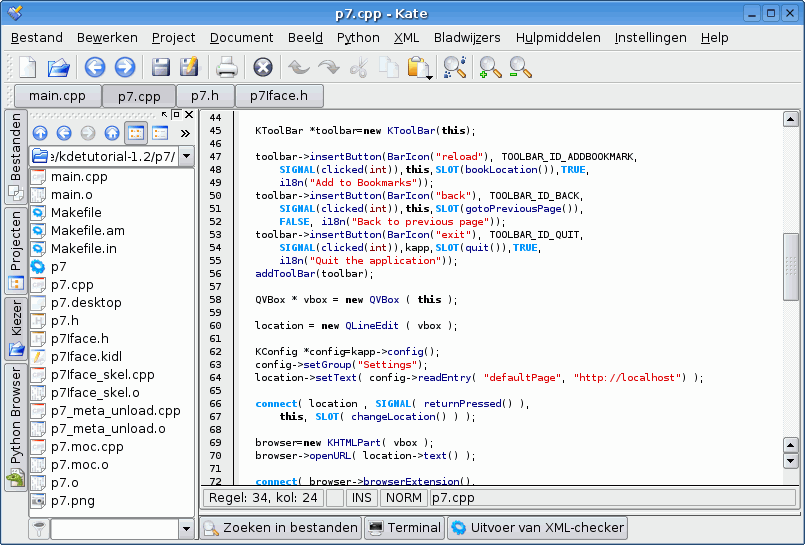
Een voorbeeld van een broncode-editor met syntaxiskleuring: Kate.

Een broncode-editor is een teksteditor die specifiek ontworpen is voor het bewerken van de broncode van computerprogramma's door programmeurs. De editor kan een afzonderlijke toepassing zijn of deel uitmaken van een IDE.
Broncode-editors hebben veel opties die specifiek ontworpen zijn om het invoeren van broncode te vereenvoudigen en te versnellen, zoals syntaxiskleuring, automatische aanvulling (zoals Microsofts IntelliSense). Deze editors hebben vaak ook een eenvoudige manier voor het starten van een compiler, interpreter, debugger of andere externe programma's die nodig zijn voor het ontwikkelingsproces.

## Voorbeelden
- BBEdit (macOS)
- Emacs (Windows, macOS, Linux en Unix)
- Geany (multiplatform)
- Kate en KDevelop (multiplatform - KDE)
- Notepad++ (Windows)
- PSPad (Windows)
- vi (Unix)
- Vim (multiplatform)